# مائير شيمغار
مائير شيمغار (بالعبرية: מאיר שמגר)‏ (13 أغسطس 1925 في غدانسك - 18 أكتوبر 2019 في إسرائيل) قاضي من إسرائيل، حيثُ كان القاضي الأعلى في المحكمة العليا الإسرائيلية في الفترة ما بين 1983 حتى 1995. كان قد حصل على جائزة إسرائيل في عام 1996.